# Mordor
Mordor je dežela iz Tolkienove mitologije.

## Lega
Na treh straneh ga obkrožajo  gorske verige. V severozahodnem vogalu Mordorja je v  globoki dolini Udûn sta postavljena varovalni stolp in vrata. Tam se nahaja edini vhod v Mordor skozi katerega lahko pridejo velike vojske. Tam je Sauron zgradil Črna vrata. Kasneje so Gondorci zgradili stolpe, ki so stali za Črnimi vrati in so nadzorovali Mordor v času miru. Znotraj te gorske utrdbe, je ležala Sauronova utrdba Barad-dûr. Jugovzhodno od njega leži sušni plato imenovan Gorgoroth.

## Zgodovina
Mordor je bil ustanovljen okoli leta 1000, v drugem zemeljskem veku, ko je tja prišel Sauron in zgradil Barad-dûr. V Mordorju na Gori Pogube, si je skoval Edini Prstan, in si ustvari mogočno vojsko. Postal je nevaren za prebivalce Srednjega sveta. Leta 3262 so ga Numeronci ujeli  in odpeljali. Sauron jih je kmalu spridil in zbežal. Napadel je prebivalce Srednjega sveta. Takrat je bilo ustanovljeno zadnje zavezništvo med vilini in ljudmi. Obe vojski sta se spopadli, in zmagala je zavezniška. Sauron se je bil prisiljen umakniti v Mordor. Začelo se obleganje Mordorja. Črna vrata so bila uničena in zavezniška vojska je prodirla v Mordor. Barad-dûr je bil oblegan sedem let, vsi mordorski orki so bili ubiti. Zato  je Sauron izval kralja, katerega je premagal, a Isildur mu je odrezal  prst na katerem je imel Edini Prstan in tako je Sauron izgubil telesno obliko.  
Barad-dûr je bil podrt in zgrajene so bile mogočne trdnjave, katerih naloga je bila da preprečijo Sauronovo vrnitev v Mordor. 1000 let je bil Mordor izoliran, vendar je vsak kralj dal varovanju Mordorja manjši pomen. Zaradi smrtnih žrtev med veliko kugo so bile enote, ki so stražile v Mordorskih trdnjavah odpoklicane nazaj v Gondor, kateremu je takrat kraljeval Telemnar. Prstanovi besi so  to izkoristili in se vrnili v Mordor. Zadnje Gondorske trdnjave so bile uničene okoli leta 1944. Leta 2002 so prstanovi besi zavzeli Minas Ithil in trdnjave, ki so bile grajene, da branijo Gondor, so od takrat naprej branile Mordor. Do časa, ko se Sauron vrnil v Mordor  je bil slednji že tako dobro zaščiten, da ga ne bi mogla zavzeti nobena od vojsk, ki so bile navoljo v Srednje svetu. Med vojno za prstan, so bili v Mordor pripeljani sužnji z vzhoda in juga. 
Sauron in z njim Mordor sta bil uničena na koncu vojne za prstan, ko je Frodo Bisagin vrgel Prstan Mogote v Goro Pogube, in tako dokončno uničil Saurona, Barad-dûr, Črna vrata in vse ostale trdnjave, umrli so tudi vsi orki.